# I'm Not Dead
I'm Not Dead er det fjerde studiealbum fra den amerikanske sangerinde Pink. Albummet blev udgivet 4. april 2006 både i USA og Danmark.

## Spor
| I'm Not Dead | I'm Not Dead                                  | I'm Not Dead                            | I'm Not Dead | I'm Not Dead | I'm Not Dead | I'm Not Dead | I'm Not Dead | I'm Not Dead | I'm Not Dead |
| #            | Titel                                         | Sangskriver(e)                          | Længde       |              |              |              |              |              |              |
| ------------ | --------------------------------------------- | --------------------------------------- | ------------ | ------------ | ------------ | ------------ | ------------ | ------------ | ------------ |
| 1.           | "Stupid Girls"                                | A.Moore, B.Mann, R.M.Lynch              | 3:17         |              |              |              |              |              |              |
| 2.           | "Who Knew"                                    | A.Moore, M.Martin, L.Gottwald           | 3:28         |              |              |              |              |              |              |
| 3.           | "Long Way to Happy"                           | A.Moore, B.Walker                       | 3:49         |              |              |              |              |              |              |
| 4.           | "Nobody Knows"                                | A.Moore, B.Mann                         | 3:59         |              |              |              |              |              |              |
| 5.           | "Dear Mr. President" (featuring Indigo Girls) | A.Moore, B.Mann                         | 4:33         |              |              |              |              |              |              |
| 6.           | "I'm Not Dead"                                | A.Moore, B.Mann                         | 3:46         |              |              |              |              |              |              |
| 7.           | "'Cuz I Can"                                  | A.Moore, M.Martin, L.Gottwald           | 3:43         |              |              |              |              |              |              |
| 8.           | "Leave Me Alone (I'm Lonely)"                 | A.Moore, B.Walker                       | 3:18         |              |              |              |              |              |              |
| 9.           | "U + Ur Hand"                                 | A.Moore, M.Martin, L.Gottwald, R.Yacoub | 3:34         |              |              |              |              |              |              |
| 10.          | "Runaway"                                     | A.Moore, B.Mann                         | 4:23         |              |              |              |              |              |              |
| 11.          | "The One That Got Away"                       | A.Moore, B.Mann                         | 4:42         |              |              |              |              |              |              |
| 12.          | "I Got Money Now"                             | A.Moore, M.Elizondo                     | 3:55         |              |              |              |              |              |              |
| 13.          | "Conversations With My 13 Year Old Self"      | A.Moore, B.Mann                         | 3:50         |              |              |              |              |              |              |
| 14.          | "Centerfold"                                  | A.Moore, G.Kurstin, C.Dennis            | 3:47         |              |              |              |              |              |              |
| 15.          | "Fingers" (International bonus sang)          | A.Moore, B.Mann, Rojas                  | 3:44         |              |              |              |              |              |              |
| 16.          | "I Have Seen The Rain" (Skjult sang)          | A.Moore, B.Mann                         | 3:29         |              |              |              |              |              |              |
| 54:07        |                                               |                                         |              |              |              |              |              |              |              |

## Personnel
- Pink: Producer, vokaler, backing vokaler, keyboard, piano
- Adem Hawkins: Mixing
- Al Clay: Mixing
- Amy Ray: Backing vokaler
- Andy Timmons: Guitar
- Beth Cohen: Backing vokaler
- Billy Mann: Backing vokaler, guitar, piano, orkester arrangement, trommer
- Butch Walker: Backing vokaler, ekstra programmering, guitar, bas
- Christopher Rojas: Mixing, keyboard programmering, violiner, programmering af trommer, guitar, bas, backing vokaler
- Dan Chase: Keyboard programmering, programmering af trommer
- Dan Warner: Elektriske guitarer
- Emily Saliers: Backing vokaler, guitar
- Fermio Hernandez: Assisterende lydtekniker
- Geoff Zanelli: Guitar, bas, synthesizer
- Jeff Phillips: Guitar
- Joey Waronker: Trommer
- John Hanes: Ekstra Pro Tools tekniker
- Justin Meldal-Johnsen: Bas
- Lasse Mårtén: Trommer
- Lee Levin: Trommer
- Leon Pendarvis: Orkester arrangement, diagent
- Lukasz Gottwald: Guitar programmering, programmering af trommer
- Max Martin: Keyboard programmering, Guitar programmering, programmering af trommer
- Mike Elizondo: Ekstra programmering, keyboard programmering, keyboard, guitar
- Niklas Olovson: Programmering af trommer, bas
- Molecules: Gæste MC
- Mylious Johnson: Trommer
- Pete Wallace: Keyboard programmering, programmering af trommer, guitar, piano, percussion
- Rafael Moreira: Guitar
- Robin Lynch: Guitar
- Roc Raida: DJ
- Serban Ghenea: Mixing
- Shawn Pelton: Trommer
- Steven Wolf: Ekstra programmering, tamburin
- Tim Roberts: Assisterende lydtekniker
- Tom Lord-Alge: Mixing
- Tom Talomaa: Assisterende lydtekniker
- Tom Coyne: Mastering
- Thom Cadley: 5.1 mixing
- Mark Rinaldi: Assisterende 5.1 mixing
- Mark Wilder: 5.1 mastering